# Helicoconis eglini
Helicoconis eglini är en insektsart som beskrevs av Ohm 1965. Helicoconis eglini ingår i släktet Helicoconis och familjen vaxsländor. Inga underarter finns listade i Catalogue of Life.